# SN 2005kn
SN 2005kn – supernowa typu Ia odkryta 24 października 2005 roku w galaktyce A211532-0021. W momencie odkrycia miała maksymalną jasność 22,10m.